# The Last Stand (Sabaton)
The Last Stand è l'ottavo album in studio della band power metal svedese Sabaton, pubblicato nell'agosto del 2016 con l'etichetta Nuclear Blast.

## Tracce
1. Sparta – 4:24
2. Last Dying Breath – 3:22
3. Blood of Bannockburn – 2:54
4. Diary of an Unknown Soldier – 0:51
5. The Lost Battalion – 3:35
6. Rorke's Drift – 3:26
7. The Last Stand – 3:55
8. Hill 3234 – 3:29
9. Shiroyama – 3:31
10. Winged Hussars – 3:51
11. The Last Battle – 3:12

Durata totale: 36:30

### Tracce bonus
1. Camouflage (cover di Stan Ridgway) – 3:56
2. All Guns Blazing (cover dei Judas Priest) – 3:58
3. Afraid to Shoot Strangers (cover degli Iron Maiden) – 7:28
4. Burn in Hell (cover dei Twisted Sister) – 4:25

Durata totale: 19:47

## Temi
Il tema principale dell'album è la strenua lotta di un gruppo di soldati, spesso in una situazione difficile dove il nemico è in superiorità numerica.
- "Sparta" parla della battaglia delle Termopili.
- "Last Dying Breath" parla del discorso del maggiore Dragutin Gavrilović ai suoi soldati durante la difesa di Belgrado durante la prima guerra mondiale
- "Blood of Bannockburn" parla della difesa del Castello di Stirling da parte degli scozzesi contro l'esercito inglese.
- "Diary of an Unknown Soldier" è la lettera del diario di un soldato americano che ricorda la battaglia delle Argonne del 1918 in Francia.
- "The Lost Battalion", diretto seguito del precedente, è il racconto della eroica resistenza di 500 soldati circondati dai tedeschi nella foresta delle Argonne.
- "Rorke's Drift" racconta della battaglia di Rorke's Drift del 1879 in Sudafrica, tra il Regno Unito e i guerrieri Zulu.
- "The Last Stand" è la storia di 147 soldati delle Guardie svizzere che nel 1527 sacrificarono la loro vita per difendere Papa Clemente VII e la Basilica di San Pietro a Roma dall’invasione di Carlo V.
- "Hill 3234" parla della battaglia della Collina 3234, durante l’invasione sovietica dell’Afghanistan.
- "Shiroyama" parla della battaglia di Shiroyama nel 1877 che segnò la fine dell’era dei samurai guidati da Saigō Takamori.
- "Winged Hussars" parla della Battaglia di Vienna del 1683 da parte della coalizione cristiana.
- "The Last Battle" parla della battaglia per il Castello di Itter.
- "Camouflage"  parla della Guerra del Vietnam.
- "All Guns Blazing" è una cover dei Judas Priest.

## Formazione
- Joakim Brodén - voce, tastiera
- Chris Rörland - chitarra
- Thobbe Englund - chitarra
- Pär Sundström - basso
- Hannes van Dahl - batteria